# Nordisk familjebok
Nordisk familjebok är ett klassiskt svenskt uppslagsverk. Den första upplagan kom ut i 20 volymer under åren 1876–1899. Den andra upplagan, vanligen kallad Uggleupplagan, kom ut i 38 volymer 1904–1926. Senare trycktes ytterligare två koncentrerade upplagor. En femte var endast till namnet en upplaga, då den var baserad på ett annat verk.

## Historik

### Första upplagan

Frontespisen i Nordisk familjeboks första upplaga (1876–1899).

Nordisk familjebok påbörjades med att förläggaren Christian Gernandt i Halmstad 1874 anställde en redaktör (språkforskaren Nils Linder) för att ge ut ett uppslagsverk i sex band. Linder utarbetade en plan för verket, utformade redaktionen och skapade en stor krets av fackmän och litteratörer, som dels lämnade artikelförslag och dels skrev och granskade dem. Under Linders ledning bearbetades sedan artiklarna så att dessa skulle bli så formella, enhetliga och korrekta som möjligt. Stor uppmärksamhet ägnades åt nordiska ämnen, främst svenska och finländska, där det ofta saknades källor och förebilder, varför ett omfattande och tidsödande pionjärarbete behövde utföras. Detta ledde till att den tidigare planen på verkets omfång och utgivningstid snart övergavs.
Verket gavs ut som häften på vilka man kunde abonnera, och det första häftet gavs ut i maj 1875 med underrubriken "konversationslexikon och realencyklopedi". Linder var redaktör till 1880, då han efterträddes av John Rosén, Theodor Westrin, förste arkivarie vid Riksarkivet och B. F. Olsson, som emellertid avled 1882. Bokstaven "S" redigerades av Bernhard Meijer, lexikograf och författare. Förläggare var från 1877 Familj-journalens boktryckeri-ab och från 1883 Gernandt boktryckeri-ab. Båda hade Gernandt som ledare och störste intressent.
Trots positiv kritik och många prenumeranter led arbetet av årliga förluster. Gernandt anhöll därför 1885 hos kunglig majestät om ekonomiskt understöd och motiverade detta med "ett så fosterländskt företag, genom hvilket nationen sjelf skördar vinst i utbredt och ökadt vetande". Han föreslog att skolor och bibliotek skulle köpa verket. "Särskilt bedja vi", vädjade han, "få påpeka arbetets synnerliga värde och nödvändighet för sockenbibl. och icke minst för läraren på landet, som i sin närhet icke har tillgång till ett större bibl., men ur detta verk kan inhemta ökadt vetande, som ju måste falla i god jord hos hans närmaste omgifning - skolans elever." Efter att regeringen till 1886 års riksdag framlagt en proposition beviljades statsstöd åt företaget genom Vitterhetsakademin. Trots detta orsakade utgivningen en förlust på över en halv miljon kronor för förlaget.
I september 1894 var verket färdigställt, bestod av 878 ark utgivna i 18 band och var den första uppslagsboken av modern typ i Norden. Den ursprungliga planen hade då överskridits såväl ekonomiskt som omfångs- och tidsmässigt.
Med utgångspunkt i Nordisk familjebok utgavs ett komprimerat uppslagsverk, delvis kompletterat och moderniserat, i fyra band – Gernandts Konversationslexikon med Bernhard Meijer som redaktör. Uppslagsverket utgavs 1891–1894.
En andra tryckning, utökad med supplement i två band, gavs ut 1895–1897. Likt huvudverket slutade supplementet i ekonomisk förlust.

### Andra upplagan

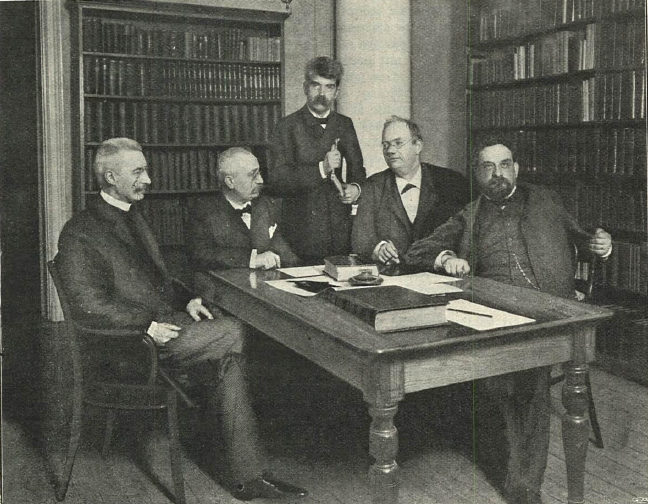
Nordisk familjeboks redaktions-kommitté 1903
Från vänster till höger: Vilhelm Leche, Theodor Westrin, Bernhard Meijer, Johan Fredrik Nyström och Karl Warburg

Frontespisen i Nordisk familjeboks andra upplaga (1904–1926).

Nordisk familjeboks ab, grundat 1902 av kamrer Werner Landgren, påbörjade ganska snart utgivningen av en ny, reviderad och starkt utvidgad andra upplaga. Westrin och Meijer fortsatte som redaktörer och hade vid sin sida en redaktionskommitté bestående av Vilhelm Leche, professor i zoologi vid Stockholms högskola, Johan Fredrik Nyström, historiker, geograf, Karl Warburg, professor vid Stockholms högskola, litteraturhistoriker, tidningsman. Förlagsrätten till denna upplaga inköptes 1916 av det då bildade AB Familjeboken med Arvid Sohlman som verkställande direktör.
Första häftet gavs ut i maj 1903. Den utgavs sedan i 38 volymer (där del av 34 samt 35–38 är supplementband) 1903–1926 och kallas vanligen Uggleupplagan eftersom dekoren på bokryggen till en av inbindningsvarianterna pryddes av en uggla. Den innehåller cirka 182 000 uppslagsord och är därmed Sveriges mest kompletta bokbundna encyklopedi. Där behandlas utförligt många begrepp, som helt eller delvis gås förbi i senare utgivna uppslagsverk.[källa behövs]

### Tredje upplagan
AB Familjeboken (med Arvid Sohlman som verkställande direktör) utgav 1923–1939 en tredje upplaga. Till viss del präglas det av många militära artiklar, med det nyss avslutade första världskriget som grund. Till exempel skillnaden mellan en "granat" och en "granatkartesch" och långa artiklar om diverse fronter under kriget. 
Totalt antal band är 23, varav de tre sista är supplementband. Under den ordinarie utgivningen ges Adolf Hitler bara en kvarts spalt (1927), men i supplementet (1938) tar artikeln en och en halv spalt i anspråk. Redaktör var först Erik Thyselius, sedan Verner Söderberg och (från och med band 18) Yngve Lorents. Sista omfattande artikel av historiskt intresse är "Spanska inbördeskriget" (1936–1939): tredje och sista supplementet (band 23) trycktes sommaren 1939, då detta krig var avslutat, medan andra världskriget ännu inte brutit ut.
Under åren 1940–1943 gavs en andra version av denna tredje upplaga ut. Denna består av exakt samma artiklar och texter (inklusive stavfel och förbladens rättelser), men ett mycket stort antal onumrerade illustrativa planscher har limmats: kartor över landskap, länder, världsdelar och städer (vissa i svart-vitt men de flesta i färg), porträtt (alltid svartvita), plansch över världens alla flaggor (i färg) med mera. Från 1944 kunde verket för första gången köpas komplett och på en och samma gång.

### Fjärde upplagan
År 1942 övertogs rätten till Nordisk familjebok av Svensk uppslagsbok AB (senare Förlagshuset Norden AB), samma förlag som gav ut det konkurrerande verket Svensk uppslagsbok. Förlaget gav 1951–1957 ut en fjärde upplaga i 22 band, men där sidantalet var kraftigt kortat.

### Femte upplagan
1993 gav bokförlaget Corona (dotterbolag till Förlagshuset Norden AB) ut en femte upplaga. Den omfattade endast 2 band och hade 60 000 uppslagsord. Enligt förordet baserades den på andra upplagan av det större verket Lilla uppslagsboken.

### Nordisk Familjeboks sportlexikon
Sohlmans Förlag utgav 1938–1949 Nordisk Familjeboks Sportlexikon i 7 band, varav 1 supplementband. På första sidan angavs att detta var ett uppslagsverk för sport, gymnastik och friluftsliv.

## Nyutgåvor
År 2008 utgavs ett kort, humoristiskt urval av artiklar i nyutgåvan Det bästa ur Nordisk Familjebok.

## Redaktion och bidragsgivare
August Strindberg har skrivit artikeln Djefvul i första upplagan.

## Nordisk familjebokpå internet
De första två upplagorna av Nordisk Familjebok blev inskannade och utlagda på internet 2000–2003 som "allmän egendom", eftersom verkens skyddstid gått ut för de två upplagorna. Skanningen gjordes av Projekt Runeberg vid Linköpings universitet.
Den 18 maj 2022 började fjärde upplagan att läggas upp, och 8 augusti publicerades 22:a och sista bandet. 25 oktober var banden fullt indexerade.
I maj 2024 började tredje upplagan att läggas upp, och i juli 2025 var alla 23 band publicerade.